# Římskokatolická farnost Bojanov
Římskokatolická farnost Bojanov je územním společenstvím římských katolíků v rámci chrudimského vikariátu královéhradecké diecéze.

## O farnosti

### Historie
Bojanov byl významným centrem duchovní správy. Ve 14. století byl na místě původní tvrze postaven dřevěný kostel, který byl roku 1730 přestavěn v barokním stylu s kryptou a bohatou freskovou výzdobou, na níž jsou zobrazeni čeští svatí. Byl zasvěcen svatému Vítu. Součástí památkově chráněného areálu je kostnice, dřevěná zvonice a fara z 18. století. Místní zvon se jmenuje Václav. V budově místní fary se nacházela škola, která roku 1760 přesídlila do budovy radnice a roku 1932 do nové měšťanské školy.

#### Přehled duchovních správců
- 1955–1995 R.D. František Ehrenberger
- 1995–2001 R.D. Erik Tvrdoň
- 2001–2002 R.D. Bohumil Šitavanc
- 2002–2006 R.D. Sobina Mariusz (ex currendo z Běstviny)
- 2006–2012 R.D. Mgr. Antonín Brychta (2006-2008 administrátor, 2008-2012 farář)
- 2012–2016 R.D. Mgr. Pavel Jäger (administrátor ex currendo)
- 2016–2024 R.D. ICLic. Mgr. Štefan Brinda, Ph.D. (administrátor + ex currendo Licibořice)
- od 1.7.2024 R.D. Mgr. Pavel Čtvrtečka (ex currendo z Nasavrk)

### Současnost
Farnost má sídelního duchovního správce, který je zároveň administrátorem ex currendo v Licibořicích.
| Kostel             | Místo   | Bohoslužba                  | Bohoslužba                                                     | Poznámka        |
| ------------------ | ------- | --------------------------- | -------------------------------------------------------------- | --------------- |
| Kostel sv. Víta    | Bojanov | neděle středa čtvrtek pátek | 8.00 (Mše sv.) 19.00 (Mše sv.) 17.30 (Mše sv.) 19.45 (adorace) | farní kostel    |
| Kostel sv. Václava | Hrbokov | úterý                       | 18.00 (Mše sv.)                                                | filiální kostel |